# Mellow (muziek)
Mellow is een muziekstijl of ook wel muziekgenre. De benaming kan worden gebruikt voor verschillende soorten muziekstijlen en genres. Mellow is in wezen muziek die zeer rustig maar erg melodisch en zweverig is.
De benaming komt van het Engelse het woord voor Mellow, dat onder meer relaxen betekent. De muziek kan omschreven worden als zachte vloeiende muziek die meer dan eens als zweverig kan worden genoemd. Wat men het meest een genre noemt is de muziek uit de dancescene.  Een echte grens van een genre kent het niet. Het wordt dan vaak ook een stijl of verzamelnaam genoemd. Soms wordt ook ter onderscheiding de benaming Mellow Dance of Mellow house gebruikt.
Mellow bevat meestal meer melodie dan Ambient en vaak ook minder beats per minuut dan Chill-out. Het genre Club heeft zeker ook sterke raakvlakken met Mellow met betrekking tot de gebruikte instrumenten, het is alleen beduidend sneller qua tempo. Sommige nummers in het Mellow-genre hebben sterke invloeden uit Acid jazz of Deep house. 
De term 'Mellow' werd vroeger ook wel gebruikt om alle rustige muziek uit de dancescene te beschrijven, maar de benaming Lounge heeft dit etiket in de loop der jaren overgenomen. Dit heeft mede te maken met het feit dat er zoveel subgenres van dancemuziek zijn ontstaan dat 'Mellow' als term niet meer geschikt is als overkoepelende term. Tegenwoordig staat Mellow dan ook hoofdzakelijk voor de muziek die gemaakt werd in de tijd dat deze naam populair was en dat is hoofdzakelijk in begin jaren 90.